# Ворохта (Сокальський повіт)
Ворохта — колишнє село на території теперішнього Сокальського району Львівської області.

## Історія
У 1772 році після першого розподілу Польщі село ввійшло до провінції Королівство Галичини та Володимирії імперії Габсбургів. У 1890 році було 84 будинки і 439 мешканців у селі та 11 будинків і 54 мешканці на землях фільварку (207 греко-католиків, 274 римо-католики, 10 юдеїв та 2 інших визнань), село належало до Сокальського повіту.
На 1 січня 1939 року в селі мешкало 680 осіб (з них 290 українців-греко-католиків, 310 українців-римокатоликів, 50 поляків та 10 євреїв). Село входило до ґміни Белз Сокальського повіту Львівського воєводства.
26 вересня 1939 року Червона армія зайняла село, оскільки за пактом Ріббентропа-Молотова воно належало до радянської зони впливу. Однак за Договом про дружбу та кордон між СРСР та Німеччиною Сталін обміняв Закерзоння на Литву і на початку жовтня територія села знову була окупована німцями. Навчання у школі перевели на українську мову. Кількох жителів вивезли на примусові роботи в Німеччину. Це були роки українсько-польського протистояння. У липні 1944 року радянські війська заволоділи цією територією. За Люблінською угодою захід Сокальщини разом із Ворохтою в жовтні 1944 р. відданий Польщі. Українців примусово переселяли в СРСР. 6-15 липня 1947 року під час операції «Вісла» польська армія виселила з Ворохти на щойно приєднані до Польщі північно-західні терени 39 українців. У селі залишилося 96 поляків.
За радянсько-польським обміном територіями 15 лютого 1951 року село передане до УРСР, а частина польського населення переселена до Нижньо-Устрицького району, включеного до складу ПНР.

## Церква
В селі була дерев'яна церква св. Вмч. Димитрія, збудована в 1911 р. Належала до парафії Будинін Белзького деканату Перемишльської єпархії УГКЦ.